# Friedrich-Wilhelm Bock
Friedrich-Wilhelm Bock (Wreschen, 6 maggio 1897 – Hannover, 11 marzo 1978) è stato un generale tedesco delle Waffen-SS durante la seconda guerra mondiale.

## Biografia
Bock nacque a Wreschen nel Warthegau nel 1897 figlio di un ministro protestante. Dopo gli studi, entrò volontario, allo scoppio della prima guerra mondiale, nell'Esercito Imperiale tedesco, combattendo sia in Russia, che in Francia, venendo gravemente ferito diverse volte. Al termine del conflitto, entrò in un Freikorps operante in Lettonia, e dopo alcuni anni fece ritorno in Germania, lavorando dapprima come fattore e facendo richiesta successivamente di entrare nella Schutzpolizei.
In seguito all'invasione della Polonia nel settembre del 1939 assunse il comando di un battaglione di polizia, ottenendo in seguito il comando del II. Abteilung del Reggimento di artiglieria della divisione Polizei, guidando i suoi uomini anche nella successiva Campagna di Russia. In seguito al prezioso contribuito dell'unità di Bock nella conquista della cittadina di Luga, venne promosso Oberstleutnant der Schutzpolizei und SS-Obersturmbannführer. In seguito alla controffensiva invernale russa nel 1942, la sua unità rimase circondata nell'area di Newa, resistendo a tutti i tentativi sovietici di impadronirsi della città. Ulteriormente promosso al grado di SS-Obersturmbannführer und Oberstleutnant der Schutzpolizei, nel marzo del 1943 ottenne il comando del II. Abteilung del 4. Reggimento di artiglieria SS, alla cui guida venne decorato con la Croce di Cavaliere.
Ottenuto infine il comando della divisione Polizei nell'ottobre del 1943 mantenne la guida di questa unità fino al marzo 1944 quando assunse per alcuni giorni il comando della 19. Waffen-Grenadier-Division der SS che era stata appena costituita. Nominato comandante dell'artiglieria del II. SS-Panzerkorps, assunse per tutto l'agosto del 1944 il comando della divisione Hohenstaufen, dato che il suo comandante, Sylvester Stadler, era rimasto ferito nei durissimi combattimenti in Normandia. Durante il suo comando, la Hohenstaufen venne impegnata nella divisione della linea Cheux-Estry, e per il decisivo contributo dei suoi uomini, in qualità di comandante della divisione, venne decorato con le Foglie di Quercia della Croce di Cavaliere, il 2 settembre 1944. Con il ritorno di Stadler, Bock riprese il suo precedente comando che mantenne fino al termine del conflitto.
Morì nel 1978 ad Hannover.